# Spring Hill (comté de Santa Rosa, Floride)
Pour les articles homonymes, voir Spring Hill.
Spring Hill est une census-designated place du comté de Santa Rosa, dans l'État de Floride, aux États-Unis,. En 2020, elle compte une population de 169 habitants.